# Капа, Андер
Андер Капа Родригес (исп. Ander Capa Rodríguez; родился 8 февраля 1992 года, Португалете, Испания) — испанский футболист, защитник клуба «Леванте».

## Биография
Капа — воспитанник клубов «Атлетик Бильбао» и «Эйбар». 20 августа 2011 года в матче против дублёров «Атлетика» он дебютировал в Сегунде B, в составе последнего. 13 октября 2012 года в поединке против «Теруэля» Андер забил свой первый гол за «Эйбар». В 2013 году Капа помог клубу подняться в более высокий дивизион. 18 августа в матче против «Реал Хаэн» он дебютировал в Сегунде. По итогам сезона Андре помог команде выйти в элиту. 24 августа 2014 года в матче против «Реал Сосьедада» он дебютировал в Ла Лиге.
Летом 2018 года Капа вернулся в «Атлетик Бильбао», подписав контракт на четыре года.

## Достижения
«Эйбар»
- Чемпион Сегунды: 2013/14

«Атлетик Бильбао»
- Обладатель Суперкубка Испании: 2021